# Metro w Krasnojarsku
Metro w Krasnojarsku – przyszły system metra w mieście Krasnojarsk. Będzie to ósme i jednocześnie najbardziej wysunięte na wschód metro w Federacji Rosyjskiej oraz drugie takie na Syberii. Pierwsze prace budowlane rozpoczęły się w połowie lat 90. jego planowane ukończenie zostało wyznaczone na 2026 rok.

## Historia

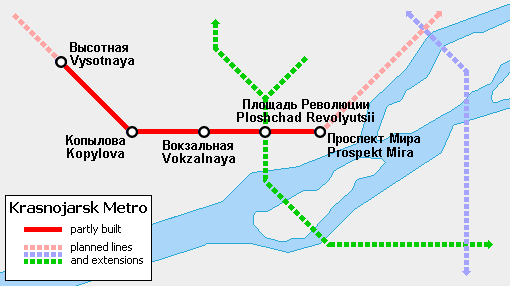
Schemat planowanych trzech linii metra

Z potrzeby zbudowania metra w Krasnojarsku zdano sobie sprawę już w latach 60. XX wieku. Linie metra zostały uwzględnione w planie zagospodarowania przestrzennego miasta już na początku lat 70. XX wieku. W 1983 roku na posiedzeniu Biura Politycznego KC KPZR podjęto decyzję o budowie metra w Krasnojarsku.
W 1984 roku Instytut Гипрокоммунтранс (lat. Giprokommuntrans) opracował kompleksowy plan komunikacji dla miasta, a Instytut Харьковметропроект (lat. Kharkovmetroproekt) otrzymał zadanie wykonania studium wykonalności metra w Krasnojarsku, po jego przejrzeniu przez Państwowy Komitet Planowania ZSRR, rozpoczęto organizację zasobów budowlanych. Badania inżynieryjno-techniczne przeprowadził КрасТИСИЗ (lat. KrasTISIZ) z Krasnojarska.
W 1989 roku Instytut Kharkovmetroproekt przeprowadził studium wykonalności pierwszej linii metra, planowano wybudować na niej dwanaście stacji, kolejno: „Oktyabrskaya”, „Kopiłowska”, „Wokzalnaja”, „Plac Rewolucji”, „Weinbauma”, „imienia Lenina” (przy Strelce), „ Aerovokzalnaya”, „Central” ”, „Pierścień” (w Pałacu Pracy), „Ulica Bykovskogo” , „Metallurgov”  „Korkinskaya”.
W 1991 r. prace projektowe zostały wstrzymane (podobnie jak w innych miastach Związku Radzieckiego, w których metro było planowane). Prace wznowiono w 1993 roku, projekt techniczny pierwszego etapu pierwszej linii – odcinek od stacji Vysotnaya do stacji Prospekt Mira został zatwierdzony dekretem Państwowego Komitetu Budownictwa Federacji Rosyjskiej z dnia 12 lipca 1994 roku.

### Przebieg budowy
Budowę rozpoczęto w 1995 roku, jednak po trzech latach pracy i wybudowanych pięciuset metrach tuneli, z powodu braku funduszy budowa spowolniła, w latach 1997-2001 prace zostały całkowicie wstrzymane. W dniu 5 września 2003 roku na budowie stacji Vysotnaya oddano do użytku system drążenia tuneli dostarczony z Singapuru w 2002 roku. W 2004 roku zakupiono nowy sprzęt do tunelowania, ale cięcia finansowe po raz kolejny zatrzymały pracę przy budowie metra. 
W 2005 r. rząd federalny wspomógł projekt. Moskwa przeznaczyła 144 miliony rubli, które pomogły przy budowie kolejnych 250 metrów tunelu. Rok 2006 przyniósł kolejne 230 milionów rubli pomocy mające pomóc dokończyć pozostałe 400 metrów od dwóch pierwszych stacji i uruchomić 100 metrowy tunel w kierunku trzeciej stacji. 
W 2007 roku wydano 630 mln rubli, z czego 588 mln pochodziło z budżetu federalnego, a reszta z budżetu regionalnego. Za te pieniądze w 2007 roku wybudowano 930m tuneli na odcinkach pomiędzy stacjami Wysotnaja, Ulica Kopylowa i Wokzalnaja. Instytut Krasnoyarskmetroproekt wykonał także szereg prac projektowych na kwotę 23 milionów rubli. Do września 2007 roku ukończono ponad 2100 metrów wyrobisk, nie licząc wyrobisk dojazdowych i szybów kopalnianych.

W 2009 roku podjęto decyzję o zakończeniu budowy stacji „Plac Rewolucji”:
Wyrobiska należy zamknąć do czasu oddania do użytku pierwszego odcinka trzech stacji, rozebrać budynek techniczny, wyrobisko zasypać piaskiem.
Do zakończenia prac w 2009 r., oprócz drążenia tuneli, trwała także budowa stacji Wysotnaja (budowa odkrywkowa - budowa szybu, obiektów części peronowej, przedsionków i innych elementów stacji) oraz stacji Wokzalnaja (głębokiej); prowadzono prace konserwacyjno-remontowe w wyrobiskach stacji Płoszczad Rewolucja w tym oświetlenie, wentylacja, drenaż oraz nadzór i sterownie. 
W styczniu 2012 roku gubernator Kraju Krasnojarskiego Kuzniecow zapowiedział kontynuację budowy metra i reaktywację prac na  wyrobiskach. W maju 2013 roku ponownie podjęto decyzję o zawieszeniu na czas nieokreślony wszystkich budowanych wyrobisk górniczych. Na początku 2015 roku gubernator V.A.Tołokoński, ze względu na wysokie koszty, nakazał wstrzymanie budowy metra do 2020 roku, skupiając się na budowie obiektów naziemnych. 
W marcu 2018 r. Prezydent Federacji Rosyjskiej Władimir Putin podpisał szereg rozporządzeń po lutowej wizycie w Krasnojarsku; jedna z nich dotyczyła finansowania budowy metra. W sierpniu 2020 r. przewodniczący rady dyrektorów Krasnojarskiego Powiernictwa Inżynieryjno-Budowlanego Oleg Mitvol, zapowiedział, że pierwsze prace budowlane rozpoczną się nie wcześniej niż pod koniec 2021 roku Oczekuje się, że drążenie tuneli rozpocznie się w 2024 roku.